# Gregory Smith (piragüista)
Gregory Smith (Brantford, 29 de noviembre de 1956) es un deportista canadiense que compitió en piragüismo en la modalidad de aguas tranquilas.
Ganó una medalla de plata en el Campeonato Mundial de Piragüismo de 1977, en la prueba de C2 500 m. Participó en los Juegos Olímpicos de Montreal 1976, donde finalizó séptimo en la prueba de C2 500 m.

## Palmarés internacional
| Campeonato Mundial | Campeonato Mundial | Campeonato Mundial | Campeonato Mundial |
| Año                | Lugar              | Medalla            | Competición        |
| ------------------ | ------------------ | ------------------ | ------------------ |
| 1977               | Sofía (Bulgaria)   | Medalla de plata   | C2 500 m           |